# Stănești (gmina Stoilești)
Stănești – wieś w Rumunii, w okręgu Vâlcea, w gminie Stoilești. W 2011 roku liczyła 376 mieszkańców.